# Dolomiten-Höhenwege
Unter Dolomiten-Höhenwege versteht man Wanderwege in den italienischen Dolomiten. 
Es existieren insgesamt zehn Dolomiten-Höhenwege (ital. Alte Vie delle Dolomiti), auf denen man die Dolomiten in ein bis drei Wochen durchqueren kann. 
Alle zehn Weitwanderwege sind mit einem liegenden Dreieck markiert. Die Dolomiten-Höhenwege Nr. 1 bis 6 entstanden bereits in den 1960er und 1970er Jahren. 1976 kam der besonders anspruchsvolle Dolomiten-Höhenweg Nr. 7 hinzu und in den 1980er Jahren die Dolomiten-Höhenwege Nr. 8, 9 und 10, die auch die westlichen Dolomiten einbeziehen.
1. Klassischer Weg
 vom Pragser Wildsee nach Belluno, östliche Dolomiten
150 km, ca. 13 Tage, ein Klettersteig, sonst unschwierig, kurze Etappen
2. Weg der Sagen und Legenden
 von Brixen nach Feltre, westliche Dolomiten
185 km, 15 Tage, einige Kletterstellen (II), eine Gletscherbegehung (über die Marmolata) sonst unschwierig, anstrengende Etappen
3. Weg der Gämsen
 von Toblach oder Niederdorf nach Longarone, östliche Dolomiten
120 km, 10 Tage, ein Klettersteig, einige Stellen II, lange Etappen
4. Grohmann-Höhenweg
 von Innichen nach Pieve di Cadore, östliche Dolomiten
90 km, 8 Tage, mehrere Klettersteige und Stellen (II)
5. Tizian-Höhenweg
 von Sexten nach Pieve di Cadore, östliche Dolomiten
100 km, 10 Tage,  mehrere Klettersteige und Stellen (II), Übernachtung teilweise nur in Biwakschachteln
6. Weg der Stille
 von Sappada (Bladen) nach Vittorio Veneto, Karnische Alpen
190 km, 14 Tage, mehrere Klettersteige und Stellen (II-III), Übernachtung teilweise nur in Biwakschachteln, einsame, lange und anstrengende Etappen
7. Auf den Spuren Lothar Pateras
 von Pieve d’Alpago nach Segusino, Karnische Alpen
110 km, 11 Tage, ein Klettersteig, zahlreiche Stellen II, sehr anspruchsvoll, sehr lange und einsame Etappen, Übernachtung teilweise nur in Biwakschachteln
8. Weg der Panoramen
 von Brixen nach Salurn, westliche Dolomiten
160 km, 13 Tage, ein Klettersteig, sonst unschwierig, kurze Etappen
9. Transversale
 von Bozen nach Santo Stefano, westliche und östliche Dolomiten
180 km, 14 Tage, ein Klettersteig,  sonst unschwierig, kurze Etappen
10. Judikarien-Höhenweg
 von Bozen zum Gardasee (Nonsberger Alpen, Brenta-Gruppe, Gardaseeberge)
200 km, 18 Tage, drei Klettersteige, sonst unschwierig, teilweise lange und anstrengende Etappen

Teile dieser Höhenwege wurden ab den 1950er Jahren mit militärischen Steigen zum Friedensweg verbunden, der die Südtiroler Dolomiten etwa von Sexten bis zum Stilfser Joch durchquert. Er folgt Befestigungs- und Nachschubwegen der Dolomitenfront (1915–1917) aus der Zeit des Ersten Weltkrieges und hat neben bergsteigerischen Zwecken das Ziel, die mit dem Gruber-Degasperi-Abkommen überwundene Konfliktgeschichte zwischen Südtirol und Italien einer touristischen Friedenspolitik nutzbar zu machen.